# ژوائو رودریگو سیلوا سانتوس
ژوائو رودریگو سیلوا سانتوس (به پرتغالی: João Rodrigo Silva Santos) بازیکن فوتبال اهل برزیل است 
ژوائو رودریگو سیلوا سانتوس در تیم‌های فوتبال Bangu سابقهٔ حضور دارد.